# Championnat d'Andorre de football 2010-2011
Navigation
Saison précédente Saison suivante
La saison 2010-2011 de Primera Divisió est la seizième édition du championnat andorran de football de première division lors d'une série de matchs se déroulant sur toute l'année. Les huit clubs participant à la première phase de championnat sont confrontés à deux reprises aux sept autres en matchs aller-retour. Puis les quatre premiers s'affrontent dans une phase de play-off pour se disputer la victoire finale, et, les quatre derniers pour éviter la relégation.
C'est le club du FC Santa Coloma, tenant du titre, qui remporte à nouveau la compétition cette saison, après avoir terminé en tête de la poule pour le titre, avec quatre points d'avance sur l'UE Sant Julia et neuf sur le FC Lusitanos. C'est le sixième titre de champion d'Andorre de l'histoire du club.

## Qualifications en coupe d'Europe
À l'issue de la saison, le champion se qualifie pour le premier tour qualificatif de la Ligue des champions 2011-2012.
Alors que le vainqueur de la Coupe de la Constitution prendra la première des trois places en Ligue Europa 2011-2012, les deux autres places reviendront au deuxième et au troisième du championnat. Il est à noter que ces deux dernières places ne qualifie que pour le premier tour de qualification, et non pour le deuxième comme la précédente. Aussi si le vainqueur de la coupe fait partie des trois premiers, les places sont décalées et la dernière place revient au finaliste de la coupe. Si ce dernier club fait lui-même partie des trois premiers, la dernière place revient au quatrième du championnat.

## Les huit clubs participants
| Club                  | Ville               |
| --------------------- | ------------------- |
| FC Lusitanos          | Andorre-la-Vieille  |
| CE Principat          | Andorre-la-Vieille  |
| UE Santa Coloma       | Andorre-la-Vieille  |
| FC Encamp             | Encamp              |
| FC Santa Coloma       | Andorre-la-Vieille  |
| Inter Club d'Escaldes | Escaldes-Engordany  |
| FC Casa do Benfica    | Andorre-la-Vieille  |
| UE Sant Julià         | Sant Julià de Lòria |

En raison du peu de stades se trouvant sur le territoire d'Andorre, les matchs sont joués exclusivement à l'Estadi Nacional d'Aixovall d'une capacité de 1 500 places.

## Compétition

### Première phase

#### Classement
Le classement est établi sur le barème de points classique (victoire à 3 points, match nul à 1, défaite à 0).
Pour départager les égalités, on tient d'abord compte de la différence de buts générale, puis du nombre de buts marqués, puis des confrontations directes et enfin si la qualification ou la relégation est en jeu, les deux équipes jouent une rencontre d'appui sur terrain neutre.
| Rang | Équipe            | Pts | J  | G  | N | P  | Bp | Bc | Diff |
| ---- | ----------------- | --- | -- | -- | - | -- | -- | -- | ---- |
| 1    | Sant Julià        | 34  | 14 | 10 | 4 | 0  | 39 | 4  | +35  |
| 2    | FC Santa Coloma T | 33  | 14 | 10 | 3 | 1  | 63 | 7  | +56  |
| 3    | Lusitanos         | 32  | 14 | 10 | 2 | 2  | 34 | 12 | +22  |
| 4    | UE Santa Coloma   | 27  | 14 | 9  | 0 | 5  | 51 | 16 | +35  |
| 5    | Escaldes          | 13  | 14 | 4  | 1 | 9  | 17 | 46 | -29  |
| 6    | CE Principat      | 12  | 14 | 3  | 3 | 8  | 19 | 32 | -13  |
| 7    | Casa do Benfica P | 5   | 14 | 1  | 2 | 11 | 10 | 67 | -57  |
| 8    | Encamp            | 4   | 14 | 1  | 1 | 12 | 14 | 63 | -49  |

| Légende : Qualifications et relégations | Légende : Qualifications et relégations                                                |
| --------------------------------------- | -------------------------------------------------------------------------------------- |
|                                         | Participation à la poule pour le titre                                                 |
|                                         | Participation à la poule de relégation                                                 |
|                                         | T: Tenant du titre 2009-2010 P: Promu en 2009-2010 C: Vainqueur de la Copa Constitucio |

#### Rencontres
| Résultats (▼dom., ►ext.)                                   | FCCB | Enc | Esc | Lus | Pri | UESJ | FCSC | UESC |
| Casa do Benfica                                            |      | 4-1 | 1-7 | 1-3 | 0-0 | 1-3  | 0-10 | 0-10 |
| Encamp                                                     | 1-1  |     | 1-2 | 2-7 | 4-1 | 0-8  | 0-9  | 1-6  |
| Escaldes                                                   | 2-1  | 2-1 |     | 1-5 | 1-2 | 0-2  | 0-10 | 0-5  |
| Lusitanos                                                  | 3-0  | 5-0 | 1-0 |     | 2-0 | 1-1  | 2-1  | 3-2  |
| Principat                                                  | 5-0  | 5-1 | 2-2 | 0-2 |     | 0-3  | 2-2  | 0-4  |
| Sant Julià                                                 | 6-0  | 3-0 | 4-0 | 0-0 | 4-1 |      | 0-0  | 2-0  |
| Santa Coloma FC                                            | 12-1 | 6-0 | 3-0 | 3-0 | 3-0 | 0-0  |      | 2-1  |
| Santa Coloma UE                                            | 4-0  | 4-2 | 8-0 | 1-0 | 4-1 | 1-3  | 1-2  |      |
| - Victoire à domicile - Match nul - Victoire à l'extérieur |      |     |     |     |     |      |      |      |

### Seconde phase
Les classements sont basés sur le barème de points classique (victoire à 3 points, match nul à 1, défaite à 0).
Pour départager les égalités, on tient d'abord compte de la différence de buts générale, puis du nombre de buts marqués, puis des confrontations directes et enfin si la qualification ou la relégation est en jeu, les deux équipes jouent une rencontre d'appui sur terrain neutre.
Tour des champions
| Rang | Équipe           | Pts | J  | G  | N | P  | Bp | Bc | Diff |  | Résultats (▼ dom., ► ext.) | FSC | UESJ | LUS | UESC |
| ---- | ---------------- | --- | -- | -- | - | -- | -- | -- | ---- |  | -------------------------- | --- | ---- | --- | ---- |
| 1    | FC Santa ColomaT | 47  | 20 | 14 | 5 | 1  | 71 | 11 | +60  |  | FC Santa ColomaT           |     | 1-0  | 3-2 | 1-0  |
| 2    | UE Sant JuliàC   | 43  | 20 | 12 | 7 | 1  | 47 | 9  | +38  |  | UE Sant JuliàC             | 1-1 |      | 1-1 | 3-1  |
| 3    | FC Lusitanos     | 38  | 20 | 11 | 5 | 4  | 43 | 20 | +23  |  | FC Lusitanos               | 1-1 | 1-1  |     | 3-0  |
| 4    | UE Santa Coloma  | 30  | 20 | 10 | 0 | 10 | 54 | 27 | +27  |  | UE Santa Coloma            | 0-1 | 2-1  | 0-2 |      |

Tour de relégation
| Rang | Équipe                | Pts | J  | G | N | P  | Bp | Bc | Diff |  | Résultats (▼ dom., ► ext.) | CEP  | INT | ENC | BEN |
| ---- | --------------------- | --- | -- | - | - | -- | -- | -- | ---- |  | -------------------------- | ---- | --- | --- | --- |
| 5    | CE Principat          | 28  | 20 | 8 | 4 | 8  | 49 | 34 | +15  |  | CE Principat               |      | 4-1 | 8-0 | 4-1 |
| 6    | Inter Club d'Escaldes | 21  | 20 | 6 | 3 | 11 | 28 | 54 | -26  |  | Inter Club d'Escaldes      | 0-0  |     | 1-2 | 1-1 |
| 7    | FC Encamp             | 13  | 20 | 4 | 1 | 15 | 24 | 79 | -55  |  | FC Encamp                  | 0-1  | 1-3 |     | 4-1 |
| 8    | FC Casa do BenficaP   | 6   | 20 | 1 | 3 | 16 | 15 | 97 | -82  |  | FC Casa do BenficaP        | 0-13 | 0-5 | 2-3 |     |

### Barrage
À la fin de la saison, l'avant dernier de Primera Divisió affrontera la deuxième meilleure équipe de Segunda Divisió pour tenter de se maintenir.
| Équipe 1  | Résultat | Équipe 2          | Aller | Retour |
| --------- | -------- | ----------------- | ----- | ------ |
| FC Encamp | 1 - 5    | (D2) UE Engordany | 1 - 3 | 0 - 2  |

## Bilan de la saison
| Championnat d'Andorre de football 2010-2011 |                            |
| Champion                                    | FC Santa Coloma (6e titre) |
| Coupes et trophées                          |                            |
| Vainqueur de la Coupe d'Andorre 2010-2011   | UE Sant Julia              |
| Qualifications continentales                |                            |
| Ligue des champions 2011-2012               | FC Santa Coloma            |
| Ligue Europa 2011-2012                      | UE Sant Julia              |
| Ligue Europa 2011-2012                      | FC Lusitanos               |
| Ligue Europa 2011-2012                      | UE Santa Coloma            |
| Promotions et relégations                   |                            |
| Promus en Primera Divisio                   | FC Rànger's                |
| Promus en Primera Divisio                   | UE Engordany               |
| Relégués en Segona Divisio                  | FC Encamp                  |
| Relégués en Segona Divisio                  | FC Casa do Benfica         |